# SR12343
SR12343 — низкомолекулярный ингибитор сигнального пути IKK/NF-κB, препятствующий процессам воспаления.
SR12343 подавляет острое воспаление легких у мышей и ослабляет процессы некроза и дегенерации мышц на мышиной модели мышечной дистрофии Дюшенна
Исследование терапевтического действия SR12343 на старение мышей показало что SR12343 действует как сеноморфик, снижая экспрессию маркеров клеточного старения и SASP как в стареющих клетках мыши, так и у клеток человека.